# شق الحلمة
شق الحلمة أو تشقق حلمة الثدي هي حالة يمكن أن تحدث للنساء المرضعات نتيجة عدد من الأسباب المحتملة. مبدئيا هذا «المرض» ليس بالخطير لكن وبالرغم من ذلك فتطور تشقق حلمة الثدي يمكن أن يؤدي إلى وجع ومن ثم جفاف أو تهيج أو حتى نزيف من حلمة واحدة أو الحلمتين معاً أثناء الرضاعة الطبيعية.
إن تشقق حلمة ثدي الأم يمكن أن يؤدي إلى ألم شديد خاصة عند إرضاع الطفل، ويُثني هذا الألم الشديد الأم عن مواصلة الرضاعة الطبيعية. الشق يمكن أن يظهر على شكل قطع عبر طرف الحلمة قد يمتد إلى القاعدة، أما الحلمات المتشققة فتتطور بعد ولادة الرضيع وأثناء إرضاعه ويُمكن تفاديها باستعمال بعض الطرق والتقنيات وحتى الأدوية.

## العلامات والأعراض
تُصنف الحلمات المتشققة على أساس أنها اضطراب، فالحلمة ليست مخصصة لتقديم الحليب للرضيع فقط فهي تحتوي أيضا على غدد صغيرة منها الغدد الدهنية أو غدد الهالة التي تلعب دورا في تليين الجلد. ترتبط الحلمات المتشققة غالبا بالرضاعة الطبيعية وتظهر الشقوق الصغيرة أو الجروح أو الفواصل على جلد الحلمة؛ في بعض الحالات تُسبب قرحة. تجدر الإشارة إلى أن حلمة الأم المرضعة تبقى على اتصال منتظم مع الرضيع؛ وبالتالي فإن انشقاقها يُمكن أن يكون مؤلما جدا للأم من جهة ومشكلة للطفل خلال الرضاعة. تشقق الحلمات عادة ما يظهر من ثلاثة إلى سبعة أيام بعد الولادة.
إذا كانت تظهر شقوق وخطوط صغيرة على مستوى الحلمتين فهذا قد يشير إلى احتمال ما يُعرف بالحلمات المتشققة.

## العدوى
العدوى يمكن أن تنتقل إلى الثدي من خلال الحلمات المتشققة وتنتشر البكتيريا فيها عبر الشقوق وهذا ما يعرف بالتهاب الثدي. حليب الام يحمي الرضيع من العدوى لكنه لا يحمي الام حيث يمكن ان تصاب بعدوى المبيضات وهو ما يمكن أن يؤدي إلى حلمات زهرية عميقة ومتشققة وتقرحات. وبالرغم من ذلك فإن الامهات المصابات بالتهاب الكبد B والحلمات المتشققة يمكن ان يرضعن.
هناك عدوى أخرى يمكن أن تصاب بها الام والتي يمكن ان تنقلها إلى الرضيع عبر الحلمات المتشققة كداء ألمقوسات كما يوجد خطر امكانية انتقال فيروس نقص المناعة البشرية في حالة تشقق ونزيف الحلمات أو انتقال عدوى نادرة تسمى مرض شاغاس. كما يمكن ان تنقل النساء المرضى بالتهاب الكبد C العدوى لأطفالهن اثناء الرضاعة.

## الوقاية
تُفرز حلمات الأمهات المرضعات زيوت التشحيم بشكل طبيعي وذلك لمنع الجفاف والتشقق أو حتى الالتهابات؛ لذلك فالوقاية من الحلمات المتشققة ممكنة عن طريق:
- تجنب غسل الحلمتين بالصابون القاسي أو تجفيف الثدي والحلمات بطريقة عنيفة إلى حد ما فهذا بدوره يمكن أن يسبب جفافا وتشققا.
- فرك القليل من الحليب على الحلمة بعد الرضاعة لحمايته.
- الحفاظ على الحلمة جافة لمنع تكسير العدوى.

يُمكن وضع الأقحوان الشريف مباشرة على الجلد لتخفيف الألم والتورم ويُستخدم كعلاج لتشقق الحلمات.

## العلاج
بصفة عامة يُمكن علاج الحلمات المتشققة بنسبة 100%، فالجلسرين يُمكن أن يُساعد على الشفاء كما أن وضع مواد باردة على حلمتي الثدي من شأنه التخفيف من الألم والمساعدة في التهدئة وشفاء التصدع. فإذا كان سبب تشقق الحلمات طبيعي فإن العلاج عادة يبدأ مع النيستاتين، أما إذا كان السبب هو الرضاعة الطبيعية وتأثيرات ما بعد الولادة فإن تشقق الحلمات يختفي بشكل تدريجي وينصح الأطباء بالاستمرار في الرضاعة الطبيعية لأن ذلك يُساعد على شفاء الحلمات بالرغم من الآلام الشديدة في بعض الأحيان. إن القليل من حليب الثدي أو اللانولين النقي أو حتى كريم أو مرهم طبيعي إلى حد ما يُساعد في عملية الشفاء؛ كما تجدر الإشارة إلى أن الممرضات والقابلات واستشاريي الرضاعة قادرين على المساعدة في علاج تشقق الحلمات من خلال بعض النصائح والتقنيات كما أن المشورة مع الآخرين مفيدة خاصة مع من سبق لها وأن عانت من هذا الاضطراب. لكن وفي المقابل فهناك بعض العلاجات التي تم تحديدها على أنها ليست فعالة في علاج أو منع تشقق الحلمات ومن بينها التوقف عن إرضاع الطفل أو تناول الوجبات الخفيفة التي لا علاقة لها بالتشقق بل يمكن أن يكون لها تأثير سلبي على إمدادات الحليب.

## علم الأوبئة
في دراسة استقصائية أُجريت في مدينة نيويورك؛ وُجد أن 35% من الأمهات المرضعات توقفن عن الرضاعة الطبيعية بعد أسبوع واحد بسبب آلام الحلمات المتشققة، في حين توقفت 30% من الأمهات عن الرضاعة الطبيعية بين أسبوعين إلى ثلاثة. وقد بين مسح آخر أن الأمهات المرضعات في البرازيل قد صرحن بأن هناك 25% نسبة خطر انقطاع الرضاعة الطبيعية عند النساء بسبب تشقق الحلمات. لكن وبالرغم من ذلك فبسبب تعليم المرأة من المرجح أن تستمر الرضاعة الطبيعية على الرغم من الآلام الناتجة عن تشقق الحلمات.

## المجتمع والثقافة
تُحاول النساء تجنب الوقوع في مشكلة تشقق الحلمات أثناء الرضاعة الطبيعية مما يُكسب للموضوع اهتماما كبيرا، ففي استطلاع غير رسمي حول الرضاعة الطبيعية في المملكة المتحدة، ذكرت بعض الأمهات أنهن توقفن عن الرضاعة الطبيعية بسبب الآلام الناتجة عن الحلمات المتشققة؛ لكن بالرغم من ذلك فهناك من صرحت بإكمالها للرضاعة رغما عنها وطمعا في صحة جيدة لطفلها الرضيع.